# Musella lasiocarpa
Il banano a fiore giallo (Musella lasiocarpa (Franch.) C.Y.Wu ex H.W.Li) è una pianta della famiglia delle Musacee. È l'unica specie nota del genere Musella.

## Usi
La Musella lasiocarpa viene utilizzata come pianta ornamentale nei giardini e orti botanici grazie al fogliame e l'inflorescenza di colore giallo.